# Billy Gilliland
William Allan Gilliland (conocido como Billy Gilliland o Billy Billiard; 27 de marzo de 1957) es un deportista británico que compitió en bádminton para Escocia en las modalidades de dobles y dobles mixto.
Ganó una medalla de bronce en el Campeonato Mundial de Bádminton de 1977 y tres medallas de bronce en el Campeonato Europeo de Bádminton entre los años 1978 y 1984. Además, consiguió una medalla de bronce en los Juegos Mundiales de 1981.

## Palmarés internacional
| Representando a Escocia |                         |                   |              |
| Campeonato Mundial      |                         |                   |              |
| Año                     | Lugar                   | Medalla           | Prueba       |
| 1977                    | Malmö (Suecia)          | Medalla de bronce | Dobles mixto |
| Campeonato Europeo      |                         |                   |              |
| Año                     | Lugar                   | Medalla           | Prueba       |
| 1978                    | Preston (Reino Unido)   | Medalla de bronce | Dobles mixto |
| 1980                    | Groninga (Países Bajos) | Medalla de bronce | Dobles mixto |
| 1984                    | Preston (Reino Unido)   | Medalla de bronce | Dobles       |